# Giovanni Girolamo Lomellini

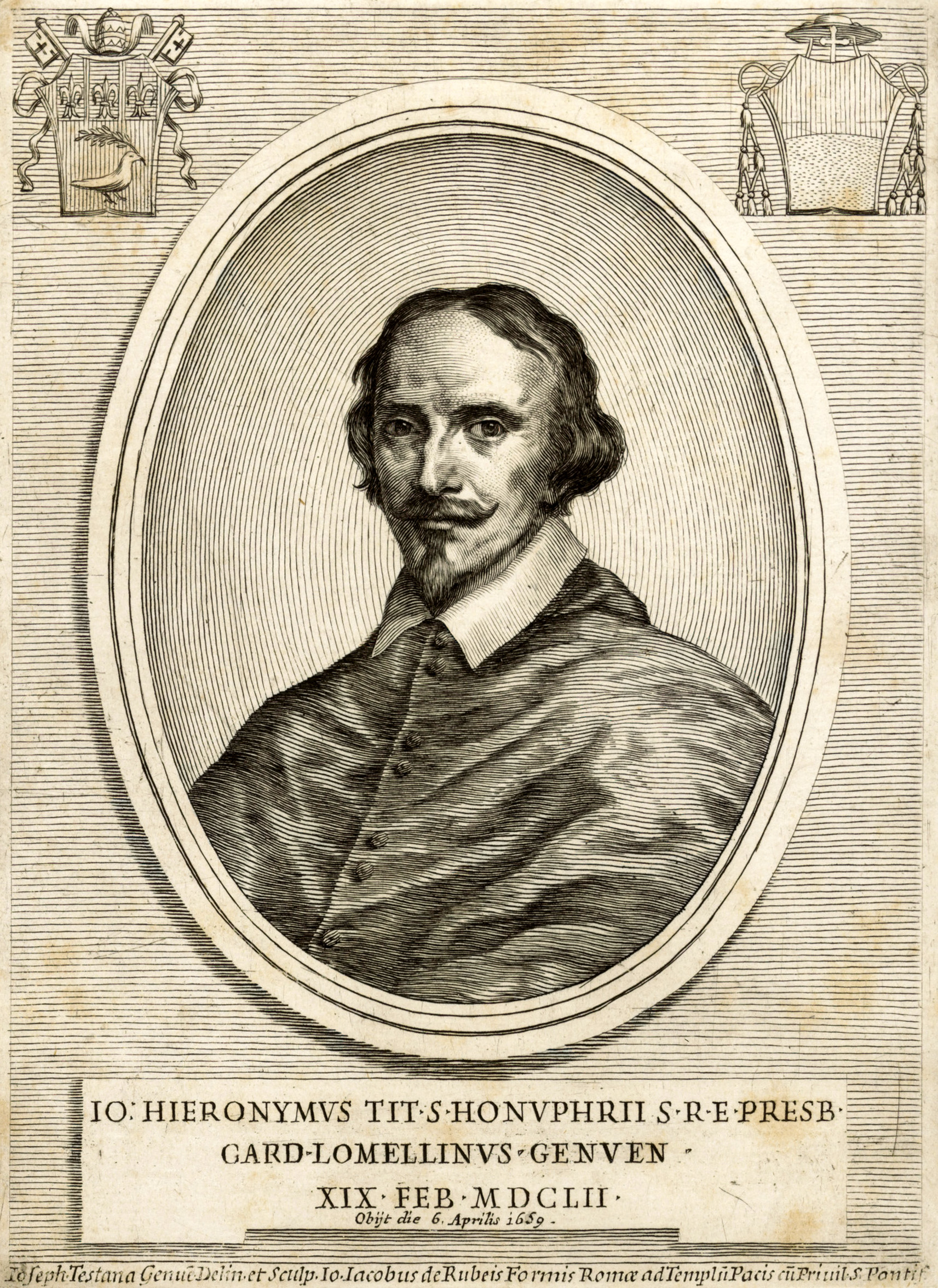
Giovanni Girolamo Kardinal Lomellini (Porträtstich von Giuseppe Maria Testana, um 1665)

Giovanni Girolamo Lomellini (* 1607 in Genua; † 4. April 1659 in Rom) war ein italienischer Kardinal. Er war ein Neffe mütterlicherseits von Kardinal Antonio Maria Sauli.

## Biografie

Kardinalswappen (modernes Schema)

Er studierte in Rom am Collegio Romano und wurde 1633 an der Universität Perugia zum Doctor in utroque iure promoviert.
Von 1644 bis 1647 war er Gouverneur von Rom.
Papst Innozenz X. kreierte Lomellini im Konsistorium vom 19. Februar 1652 zum Kardinal und ernannte ihn zum Kardinalpriester mit der Titelkirche Sant’Onofrio al Gianicolo, wo er am 12. März d. J. installiert wurde. Ab dem 26. August desselben Jahres war er für sechs Jahre Päpstlicher Legat in Bologna.
Im Jahre 1655 nahm er am Konklave teil, in dem Papst Alexander VII. gewählt wurde.
Nach Kardinal Lomellinis Tod am 4. April 1659 wurde sein Leichnam in der Basilika Santi Ambrogio e Carlo al Corso in Rom beigesetzt.